# Say You'll Haunt Me
"Say You'll Haunt Me" é uma canção escrita e gravada pela banda Stone Sour.
É o primeiro single do terceiro álbum de estúdio lançado a 7 de Setembro de 2010, Audio Secrecy.

## Videoclipe
O videoclipe foi produzido por Paul R. Brown e foi lançado em 27 de julho de 2010. Ele foi gravado em um antigo hotel no centro de Manhattan. Corey disse que esta música é dedicada a sua esposa e o que ele sente por ela.

### Código secreto
A surpresa acontece no final do videoclipe, uma frase que diz: "What did you see?" (O que você vê?), Corey falou quem descobrisse o enigma primeiro ganharia dois ingressos e um encontro com a banda,
| “ | "Se você começou a notar algo a mais no clipe de Say You’ll Haunt Me, você não está sozinho. Muitos fãs estão encontrando alguns códigos secretos por toda a parte. Ninguém acertou a chave ainda, por isso ainda depende de você. Vamos melhorar o negócio: a primeira pessoa que encontrar a solução correta receberá um par de ingressos e um encontro com o Stone Sour em um futuro show!" | ” |

Depois de várias semanas alguns fãs conseguiram decifrar o enigma. A resposta era: I am you (Eu sou você), isso explica o fato de Corey ser substituído pela mulher no final do vídeo.

## Paradas
| Ano  | Parada                                   | Posição |
| ---- | ---------------------------------------- | ------- |
| 2010 | Bubbling Under Hot 100 Singles           | 11      |
| 2010 | Hot Mainstream Rock Tracks               | 1       |
| 2010 | Alternative Songs                        | 8       |
| 2010 | Rock Songs                               | 1       |
| 2010 | UK Singles (The Official Charts Company) | 198     |